# Squadra danese di Coppa Davis
La squadra danese di Coppa Davis rappresenta la Danimarca nella Coppa Davis, ed è posta sotto l'egida dalla Dansk Tennis Forbund.
La squadra partecipa alla competizione dal 1921, e il suo miglior risultato è il raggiungimento dei quarti di finale nel 1988.

## Organico 2024
Vengono di seguito illustrati i convocati per ogni singolo turno della Coppa Davis 2024. A sinistra dei nomi la nazione affrontata e il risultato finale. Fra parentesi accanto ai nomi, il ranking del giocatore nel momento della disputa degli incontri (la "d" indica che il ranking corrisponde alla specialità del doppio).
| Gruppo I - Playoff | Gruppo I - Playoff                                                                                                 |
| Messico (3-1)      | August Holmgren(167) Elmer Møller (361) Philip Hjorth (1629) Johannes Ingildsen (256 d) Benjamin Hannestad (f.r.*) |
| ------------------ | --- |

| Gruppo I - Turno principale | Gruppo I - Turno principale                                                                                       |
| Kazakistan (3-1)            | Elmer Møller (241) August Holmgren(292) Philip Hjorth (860) Christian Sigsgaard (1162) Johannes Ingildsen (128 d) |
| --------------------------- | --- |

* f.r. = Fuori Ranking

## Risultati
= Incontro del Gruppo Mondiale

### 2010-2019
| Anno | Turno                      | Data            | Sede                 | Avversario           | Punteggio | Esito     |
| ---- | -------------------------- | --------------- | -------------------- | -------------------- | --------- | --------- |
| 2010 | Gruppo II, 1º turno        | 5-7 marzo       | Maia (PRT)           | Portogallo           | 1–4       | Sconfitta |
| 2010 | Gruppo II, Playoff         | 9-11 luglio     | Il Cairo (EGY)       | Egitto               | 5–0       | Vittoria  |
| 2011 | Gruppo II, 1º turno        | 4-6 marzo       | Kolding (DNK)        | Monaco               | 3–2       | Vittoria  |
| 2011 | Gruppo II, 2º turno        | 8-10 luglio     | Frederiksberg (DNK)  | Lettonia             | 3–2       | Vittoria  |
| 2011 | Gruppo II, 3º turno        | 16-18 settembre | Hillerød (DNK)       | Bosnia ed Erzegovina | 3–2       | Vittoria  |
| 2012 | Gruppo I, 1º turno         | 10-12 febbraio  | Velenje (SVN)        | Slovenia             | 0–5       | Sconfitta |
| 2012 | Gruppo I, Playoff 2º turno | 19-21 ottobre   | Helsinki (FIN)       | Finlandia            | 4–1       | Vittoria  |
| 2013 | Gruppo I, 1º turno         | 1-3 febbraio    | Cluj-Napoca (ROU)    | Romania              | 0–5       | Sconfitta |
| 2013 | Gruppo I, Playoff 2º turno | 25-27 ottobre   | Helsingborg (SWE)    | Svezia               | 2–3       | Sconfitta |
| 2014 | Gruppo II, 1º turno        | 31 gen-2 feb    | Copenaghen (DNK)     | Cipro                | 4–1       | Vittoria  |
| 2014 | Gruppo II, 2º turno        | 4-6 aprile      | Hillerød (DNK)       | Lussemburgo          | 5-0       | Vittoria  |
| 2014 | Gruppo II, 3º turno        | 12-14 settembre | Kolding (DNK)        | Moldavia             | 3-2       | Vittoria  |
| 2015 | Gruppo I, 1º turno         | 6-8 marzo       | Novyj Urengoj (RUS)  | Russia               | 1-4       | Sconfitta |
| 2015 | Gruppo I, Playoff 1º turno | 18-20 settembre | Odense (DNK)         | Spagna               | 0-5       | Sconfitta |
| 2015 | Gruppo I, Playoff 2º turno | 30 ott.-1 nov.  | Slagelse (DNK)       | Svezia               | 2-3       | Sconfitta |
| 2016 | Gruppo II, 1º turno        | 4-6 marzo       | Tbilisi (GEO)        | Georgia              | 5–0       | Vittoria  |
| 2016 | Gruppo II, 2º turno        | 15-17 luglio    | Kongens Lyngby (DNK) | Finlandia            | 3-2       | Vittoria  |
| 2016 | Gruppo II, Playoff         | 16-18 settembre | Minsk (BLR)          | Bielorussia          | 1-4       | Sconfitta |
| 2017 | Gruppo II, 1º turno        | 3-5 febbraio    | Kongens Lyngby (DNK) | Marocco              | 4–1       | Vittoria  |
| 2017 | Gruppo II, 2º turno        | 7-9 aprile      | Stavanger (NOR)      | Norvegia             | 4-1       | Vittoria  |
| 2017 | Gruppo II, Playoff         | 15-17 settembre | Aarhus (DNK)         | Sudafrica            | 1-3       | Sconfitta |
| 2018 | Gruppo II, 1º turno        | 2-4 febbraio    | Birkerød (DNK)       | Irlanda              | 4–1       | Vittoria  |
| 2018 | Gruppo II, 2º turno        | 6-8 aprile      | Gentofte (DNK)       | Egitto               | 1-3       | Sconfitta |
| 2019 | Gruppo II, Playoff         | 13-14 settembre | Birkerød (DNK)       | Turchia              | 2-3       | Sconfitta |

| Anno | Turno                       | Data            | Sede              | Avversario  | Punteggio | Esito     |
| ---- | --------------------------- | --------------- | ----------------- | ----------- | --------- | --------- |
| 2021 | Gruppo II, Playoff          | 6-7 marzo       | Holbæk (DNK)      | Porto Rico  | 5-0       | Vittoria  |
| 2021 | Gruppo II, 1º turno         | 17-18 settembre | Kolding (DNK)     | Thailandia  | 4–1       | Vittoria  |
| 2021 | Gruppo II, 2º turno         | 27-28 novembre  | Marrakech (MAR)   | Marocco     | 3-1       | Vittoria  |
| 2022 | Gruppo I, Playoff           | 4-5 marzo       | Nuova Delhi (IND) | India       | 0-4       | Sconfitta |
| 2022 | Gruppo II, Turno Principale | 17-18 settembre | La Libertad (SLV) | El Salvador | 3–2       | Vittoria  |
| 2023 | Gruppo I, Playoff           | 3-4 febbraio    | Hillerød (DNK)    | India       | 3-2       | Vittoria  |
| 2023 | Gruppo I, Turno Principale  | 15-16 settembre | Hillerød (DNK)    | Brasile     | 1–3       | Sconfitta |
| 2024 | Gruppo I, Playoff           | 3-4 febbraio    | Guadalajara (MEX) | Messico     | 3-1       | Vittoria  |
| 2024 | Gruppo I, Turno Principale  | 14-15 settembre | Astana (KAZ)      | Kazakistan  | 3–1       | Vittoria  |

## Statistiche giocatori
Di seguito la classifica dei tennisti danesi con almeno una partecipazione in Coppa Davis, ordinati in base al numero di vittorie. In caso di parità si tiene conto del maggior numero di incontri disputati; in caso di ulteriore parità viene dato più valore agli incontri in singolare; come quarto e ultimo criterio viene considerata la data d'esordio. In grassetto quelli tuttora in attività.

Aggiornato alla Coppa Davis 2025 (Danimarca-Serbia 3-2).
| #  | Tennista             | Singolare | Doppio | Totale |
| -- | -------------------- | --------- | ------ | ------ |
| 1  | Frederik Nielsen     | 37-25     | 26-15  | 63-40  |
| 2  | Kurt Nielsen         | 42-23     | 11-20  | 53-43  |
| 3  | Torben Ulrich        | 31-35     | 15-21  | 46-56  |
| 4  | Kenneth Carlsen      | 29-13     | 11-12  | 40-25  |
| 5  | Einer Ulrich         | 23-23     | 16-12  | 39-35  |
| 6  | Peter Bastiansen     | 18-11     | 10-6   | 28-17  |
| 7  | Jørgen Ulrich        | 18-18     | 8-10   | 26-28  |
| 8  | Michael Mortensen    | 12-14     | 11-13  | 23-27  |
| 9  | Povl Henriksen       | 8-5       | 9-6    | 17-11  |
| 10 | Frederik Fetterlein  | 15-20     | 4-9    | 19-29  |
| 11 | Martin Killemose     | 14-14     | 3-2    | 17-16  |
| 12 | Michael Tauson       | 15-10     | 2-3    | 17-13  |
| 13 | Jan Leschly          | 9-11      | 6-5    | 15-16  |
| 14 | Thomas Kromann       | 1-3       | 14-8   | 15-11  |
| 15 | Lars Elvstrom        | 9-8       | 5-3    | 14-11  |
| 16 | Morten Christensen   | 5-12      | 7-7    | 12-19  |
| 17 | Tom Christensen      | 5-8       | 7-1    | 12-9   |
| 18 | Kristian Pless       | 11-4      | 1-4    | 12-8   |
| 19 | Axel Petersen        | 9-11      | 2-1    | 11-12  |
| 20 | Rasmus Nørby         | 6-2       | 4-2    | 10-4   |
| 21 | August Holmgren      | 7-3       | 2-0    | 9-3    |
| 22 | Holger Rune          | 7-3       | 2-0    | 9-3    |
| 23 | Johannes Ingildsen   | 1-2       | 6-1    | 7-3    |
| 24 | Elmer Møller         | 5-3       | 0-0    | 5-3    |
| 25 | Carl-Edvard Hedelund | 3-16      | 1-5    | 4-21   |
| 26 | Erik Worm            | 2-8       | 2-5    | 4-13   |

| #  | Tennista                | Singolare | Doppio | Totale |
| -- | ----------------------- | --------- | ------ | ------ |
| 27 | Anker Jacobsen          | 3-7       | 1-1    | 4-8    |
| 28 | Christian Sigsgaard     | 3-6       | 1-1    | 4-7    |
| 29 | Mikael Torpegaard       | 4-4       | 0-1    | 4-5    |
| 30 | Jonathan Printzlau      | 1-2       | 3-3    | 4-5    |
| 31 | Mik Ledvonova           | 4-3       | 0-0    | 4-3    |
| 32 | Jacob Melskens          | 1-0       | 3-1    | 4-1    |
| 33 | Søren Hess-Olesen       | 2-3       | 1-0    | 3-3    |
| 34 | Patrik Langvardt        | 2-2       | 1-0    | 3-2    |
| 35 | Erik Tegner             | 1-7       | 1-3    | 2-10   |
| 36 | Knud-Erik Nielsen       | 0-4       | 2-2    | 2-6    |
| 37 | Morgan Thempler         | 0-0       | 2-3    | 2-3    |
| 38 | Finn Christensen        | 2-1       | 0-1    | 2-2    |
| 39 | Benjamin Hannestad      | 1-2       | 1-0    | 2-2    |
| 40 | Christian Camradt       | 2-0       | 0-0    | 2-0    |
| 41 | Helge Plougmann         | 1-5       | 0-2    | 1-7    |
| 42 | Thomas Larsen           | 1-5       | 0-0    | 1-5    |
| 43 | Vagn Ingerslev          | 1-3       | 0-0    | 1-3    |
| 44 | Christoffer Konigsfeldt | 1-2       | 0-0    | 1-2    |
| 45 | Erik Bjerre             | 1-1       | 0-1    | 1-2    |
| 46 | Bob Borella             | 1-1       | 0-0    | 1-1    |
| 47 | Soren Wedege            | 1-1       | 0-0    | 1-1    |
| 48 | Henning Larsen          | 1-0       | 0-0    | 1-0    |
| 49 | Kasper Warming          | 1-0       | 0-0    | 1-0    |
| 50 | Bjørn Thalbitzer        | 0-0       | 1-0    | 1-0    |

| #  | Tennista                | Singolare | Doppio | Totale |
| -- | ----------------------- | --------- | ------ | ------ |
| 51 | Niels Korner            | 0-2       | 0-1    | 0-3    |
| 52 | Jannik Ipsen            | 0-2       | 0-1    | 0-3    |
| 53 | Thorkild Larsen         | 0-2       | 0-1    | 0-3    |
| 54 | Finn Bekkevold          | 0-2       | 0-0    | 0-2    |
| 55 | Niels Holst Christensen | 0-2       | 0-0    | 0-2    |
| 56 | Kasper Rud              | 0-2       | 0-0    | 0-2    |
| 57 | Andreas Bjerrehus       | 0-2       | 0-0    | 0-2    |
| 58 | Soren Hojbjerg          | 0-1       | 0-1    | 0-2    |
| 59 | Peter Flintsoe          | 0-1       | 0-1    | 0-2    |
| 60 | Thomas Sørensen         | 0-1       | 0-0    | 0-1    |
| 61 | Mads Gottlieb           | 0-1       | 0-0    | 0-1    |
| 62 | Philip Hjorth           | 0-1       | 0-0    | 0-1    |
| 63 | Alfred Wium             | 0-0       | 0-1    | 0-1    |
| 64 | Per Thielsen            | 0-0       | 0-1    | 0-1    |
| 65 | Henrik Norkjaer         | 0-0       | 0-1    | 0-1    |
| 66 | Carsten Gregers         | 0-0       | 0-1    | 0-1    |
| 67 | Thomas Anderson         | 0-0       | 0-1    | 0-1    |

## Andamento
La seguente tabella riflette l'andamento della squadra dal 1990 ad oggi.
| Pos.           | 90 | 91 | 92 | 93 | 94 | 95 | 96 | 97 | 98 | 99 | 00 | 01 | 02 | 03 | 04 | 05 | 06 | 07 | 08 | 09 | 10 | 11 | 12 | 13 | 14 | 15 | 16 | 17 | 18 | 19 | 21 | 22 | 23 | 24 |
| -------------- | -- | -- | -- | -- | -- | -- | -- | -- | -- | -- | -- | -- | -- | -- | -- | -- | -- | -- | -- | -- | -- | -- | -- | -- | -- | -- | -- | -- | -- | -- | -- | -- | -- | -- |
| Campione       |    |    |    |    |    |    |    |    |    |    |    |    |    |    |    |    |    |    |    |    |    |    |    |    |    |    |    |    |    |    |    |    |    |    |
| Finalista      |    |    |    |    |    |    |    |    |    |    |    |    |    |    |    |    |    |    |    |    |    |    |    |    |    |    |    |    |    |    |    |    |    |    |
| SF             |    |    |    |    |    |    |    |    |    |    |    |    |    |    |    |    |    |    |    |    |    |    |    |    |    |    |    |    |    |    |    |    |    |    |
| QF             |    |    |    |    |    |    |    |    |    |    |    |    |    |    |    |    |    |    |    |    |    |    |    |    |    |    |    |    |    |    |    |    |    |    |
| OF             |    |    |    |    |    |    |    |    |    |    |    |    |    |    |    |    |    |    |    |    |    |    |    |    |    |    |    |    |    |    |    |    |    |    |
| Qualificazioni | x  | x  | x  | x  | x  | x  | x  | x  | x  | x  | x  | x  | x  | x  | x  | x  | x  | x  | x  | x  | x  | x  | x  | x  | x  | x  | x  | x  | x  |    |    |    |    |    |
| Gruppo I       |    |    |    |    |    |    |    |    |    |    |    |    |    |    |    |    |    |    |    |    |    |    |    |    |    |    |    |    |    |    |    |    |    |    |
| Gruppo II      |    |    |    |    |    |    |    |    |    |    |    |    |    |    |    |    |    |    |    |    |    |    |    |    |    |    |    |    |    |    |    |    |    |    |
| Gruppo III     | x  | x  |    |    |    |    |    |    |    |    |    |    |    |    |    |    |    |    |    |    |    |    |    |    |    |    |    |    |    |    |    |    |    |    |
| Gruppo IV      | x  | x  | x  | x  | x  | x  | x  |    |    |    |    |    |    | x  |    |    |    |    |    |    | x  | x  | x  | x  | x  | x  | x  | x  | x  | x  |    |    |    |    |

Legenda
- Campione: La squadra ha conquistato la Coppa Davis.
- Finalista: La squadra ha disputato e perso la finale.
- SF: La squadra è stata sconfitta in semifinale.
- QF: La squadra è stata sconfitta nei quarti di finale.
- OF: La squadra è stata sconfitta negli ottavi di finale (1º turno). Dal 2019 sostituito dal Round Robin.
- Qualificazioni: La squadra è stata sconfitta al turno di qualificazione. Istituito nel 2019.
- Gruppo I: La squadra ha partecipato al Gruppo I della propria zona di appartenenza.
- Gruppo II: La squadra ha partecipato al Gruppo II della propria zona di appartenenza.
- Gruppo III: La squadra ha partecipato al Gruppo III della propria zona di appartenenza.
- Gruppo IV: La squadra ha partecipato al Gruppo IV della propria zona di appartenenza.
- x: Ove presente, la x indica che in quel determinato anno, il Gruppo in questione non è esistito nella zona geografica di appartenenza della squadra.